# Литомишльский замок
Литомишльский дворец-замок — один из лучших образцов дворцовой архитектуры эпохи Ренессанса в Центральной и Восточной Европе, признанный в 1999 году памятником Всемирного наследия. Расположен в одноимённом чешском городе.
В своём нынешнем виде замок выстроен в 1568—1581 годах по проекту Джованни Батисты Аосталли (1510—1575) для высочайшего канцлера Чешского королевства Вратислава II из Пернштейна (1530—1582). В архитектуру замка вошла позднеготическая капелла святой Моники. По местной традиции наружные стены замка расписаны в технике сграффито.
После Пернштейнов замком поочерёдно владели Траутмансдорфы (до 1753) и Вальдштейны. Убранство покоев в XVIII—XX веках неоднократно обновлялось в соответствии с вкусами того или иного времени. При Траутмансдорфах т. н. «зал зеркал» был декорирован батальными полотнами в честь побед Евгения Савойского.
В 1796 г. граф Вальдштейн приказал устроить при замке театральную сцену, которая сохранилась до наших дней. Убранство театра было разработано придворным художником Домиником Дворжаком. Роли в театральных постановках исполняли сам граф и его родственники.
В 1855 г. замок был приобретён на аукционе князьями Турн-и-Таксис, которые вплоть до Второй мировой войны лишь изредка наведывались в Литомишль. После войны замок был национализирован, в нём расположился Музей чешской музыки. Ежегодно здесь проводится оперный фестиваль. Связано этом с тем, что в одной из пристроек замка родился композитор Бедржих Сметана.